# Art History
Art History es el álbum debut de la banda pop-indie California Wives, oriunda de Chicago.  Fue lanzado en octubre de 2012 por Vagrant Records.
En una entrevista con Billboard, el vocalista y guitarrista de la banda, Jayson Kramer, explicó que el álbum fue grabado a inicios de 2012 en la Ciudad de Nueva York con la ayuda de Claudius Mittendorfer, quién había trabajado con Muse, Interpol y Neon Indian.

## Listado de canciones
| N.º | Título            | Duración |  |
| 1.  | «Blood Red Youth» | 4:18     |  |
| 2.  | «Tokyo»           | 3:51     |  |
| 3.  | «Marianne»        | 4:15     |  |
| 4.  | «The Fisher King» | 3:57     |  |
| 5.  | «Los Angeles»     | 3:51     |  |
| 6.  | «Photolights»     | 2:51     |  |
| 7.  | «Purple»          | 2:40     |  |
| 8.  | «Better Home»     | 5:18     |  |
| 9.  | «Twenty Three»    | 4:00     |  |
| 10. | «The New Process» | 3:55     |  |
| 11. | «Light Year»      | 4:32     |  |